# Pressurized Mating Adapter

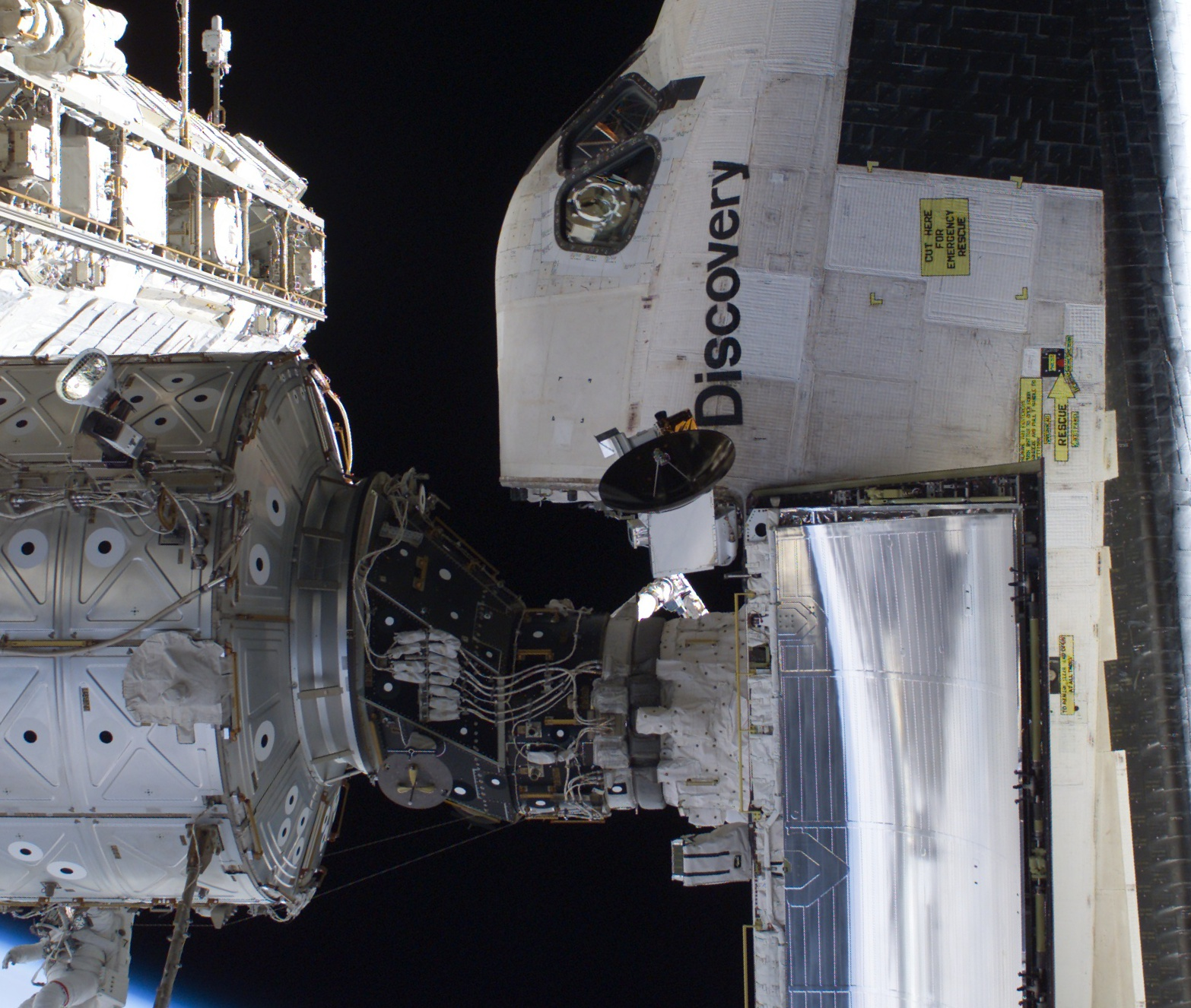
A Discovery űrrepülőgép dokkol az ISS egyik PMA-jához

A Pressurized Mating Adapter (PMA) egy dokkoló adapter, ami a Common Berthing Mechanism (CBM) és APAS-95 dokkolószabványok közti kompatibilitást segíti elő. Három példány található a Nemzetközi Űrállomáson. Az első két PMA-t az Unity modullal együtt az STS–88 fedélzetén bocsátották föl 1998-ban. A harmadikat 2000-ben lőtték föl az STS–92 küldetés keretében.

## Alkalmazása

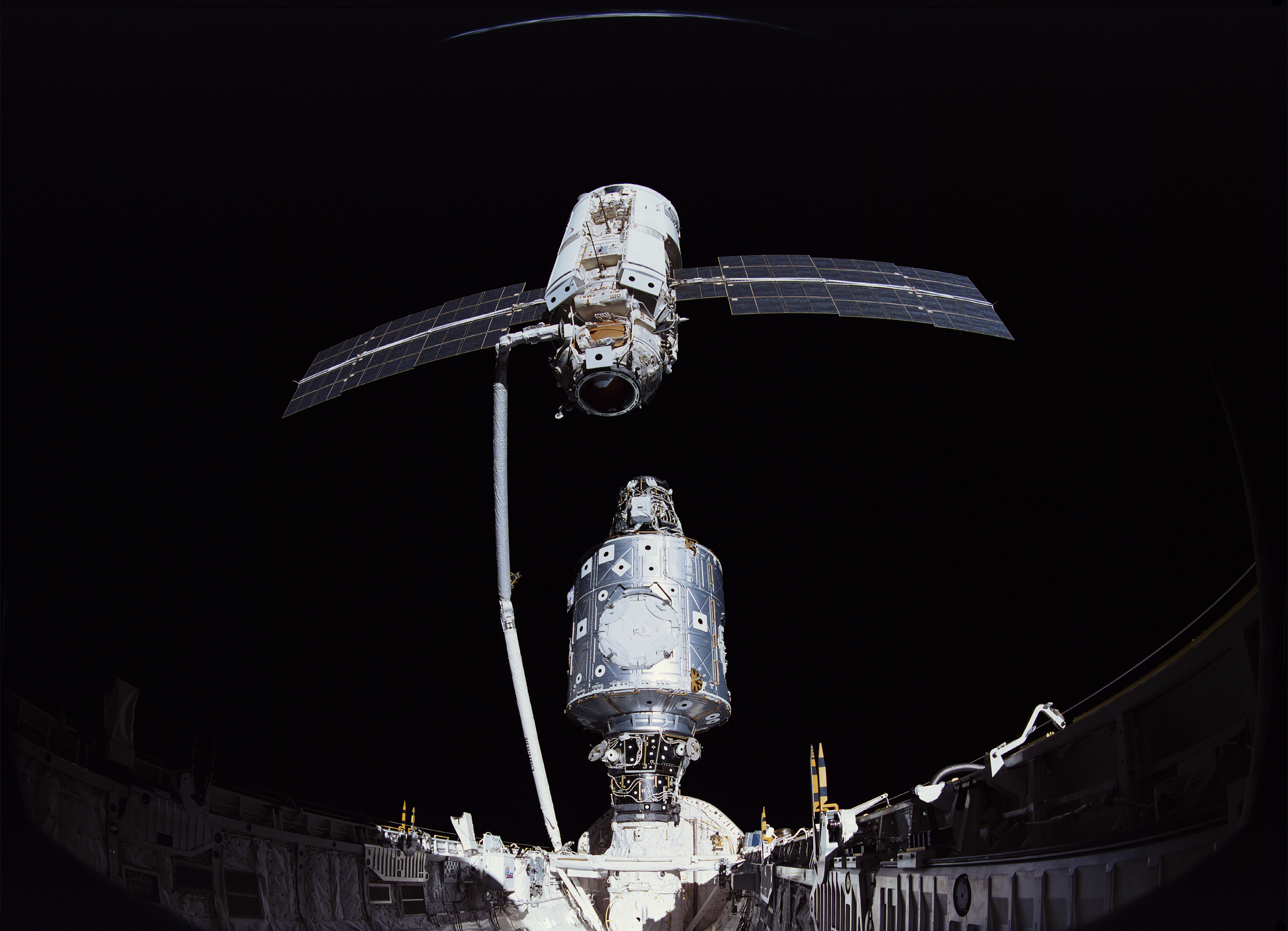
A Unity már hozzá van kapcsolva az Endeavour űrrepülőgéphez PMA-2-n keresztül, és éppen a Zarja dokkol PMA-1 modulhoz

Az összes PMA azonosan néz ki, de mindegyiket egy kicsit másra használják. Alapvetően mind a három ugyanazt a funkciót látja el: összekapcsolja a Common Berthing Mechanism nyílást egy ISS modullal, a másik végén pedig az APAS-95 dokkoló rendszert egy másik modullal vagy egy űrhajóval. A PMA ezért hordoz egy CBM és egy APAS típusú dokkoló mechanizmust. Az adapter belseje megfelelő hőmérsékleten és nyomás alatt van, és a dokkológyűrű pedig külső áram és adat kapcsolatot biztosít a csatlakozó fél felé.

### PMA-1
Ez a modul volt az egyik első eleme a Nemzetközi Űrállomásnak és ez köti össze az űrállomás amerikai és orosz szegmensét. A STS–88 küldetésen a személyzet az űrrepülő robotkarjával kapcsolta hozzá a Zarya modult a PMA-1-hez, ami már eleve Unity modulhoz volt kapcsolva. A PMA-1 most már véglegesen összeköti ezt a két űrállomás elemet.

### PMA-2
A PMA-2 jelenleg a Harmony modul elején található. Ezt az adaptert használta legtöbbször az űrrepülőgép az űrállomáshoz való dokkolásra.
Az űrállomás bővítése miatt a PMA-2-t többször is áthelyezték. Eredetileg a Unity modul elülső nyílásán volt, majd átkerült a Destiny-re, ezután az Z1 és végül a Harmony modulra. Az áthelyezések a Canadarm2 robotkar végezte.

### PMA-3

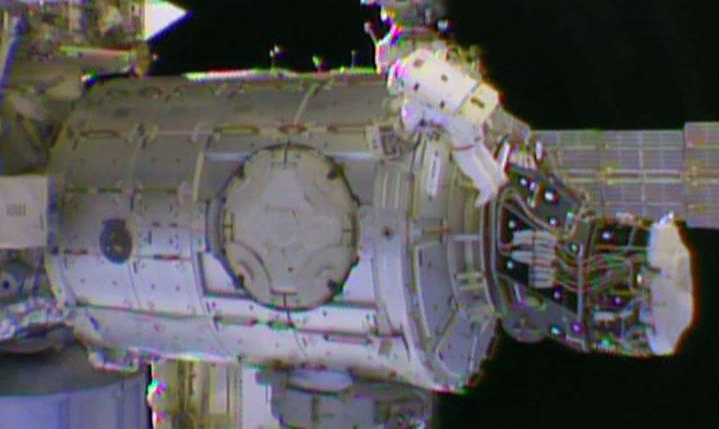
PMA-3 a Tranquilityn, az APAS-on védőborítás van

A modul 2000 októberében az STS–92 küldetés révén került az állomásra. A PMA-3-at ugyanúgy a Unity modulon tárolták, mint a PMA-2-t. Ezt az adapter viszont csak 2 alkalommal használták dokkolásra: STS–97 és STS–98 küldetés. Ezután nem is használták dokkolási műveletekre.
Az űrállomás építése miatt a PMA-3-at többször is szintén áthelyezték. Legtöbbször csak a Unity egyik CBM nyílásáról a másikra helyezték, majd a Harmony modulon kapott helyet, illetve a Tranquility (Node 3) megérkeztével áthelyezték erre a modulra, ahol a legtöbb ideig megtalálható volt. 2016. március 26. óta ismételten a Harmony (Node 2) modulon található, ahol - a NASA Commerical Crew Program keretén belül érkező űrhajókat fogja a jövőben fogadni.

## Gyártás
Mind a három PMA-t a Boeing építette.

## A PMA jövője
Miután 2011-ben az űrrepülőgép flottát nyugdíjazták, nem volt olyan űrhajó, ami a APAS-95 dokkolószabványt tudta volna használni. Így a PMA modul elavult lett. Időközben a NASA létrehozta a Commercial Crew Programot, aminek keretében 2017-től kezdve magáncégek küldenek űrhajókat az űrállomáshoz (Orion-MPCV, Dragon V2, CST-100). Mivel mindegyik űrhajó ugyanazt az új dokkolószabványt (IDS) fogja használni, ezért új adapterekre lett szükség. A Boeing cég ezért épített két dokklóadaptert (IDA), amiket a PMA-ra szerelve átalakítja az APAS-95 szabványt az IDS-re. A jövőben, így újra használhatóak lesznek a PMA-k.
Eredetileg a PMA-2-re az IDA-1 és a PMA-3-ra az IDA-2 került volna. Azonban az IDA-1 2015. június 28-án a felbocsájtásakor megsemmisült, a SpaceX Falcon 9 rakétájának meghibásodása miatt. Így a PMA-2-re a 2016-ban az IDA-2 került, a PMA-3-ra a javarészt tartalékalkatrészekből épített IDA-3 kerül várhatóan 2018-ban.

## Képek

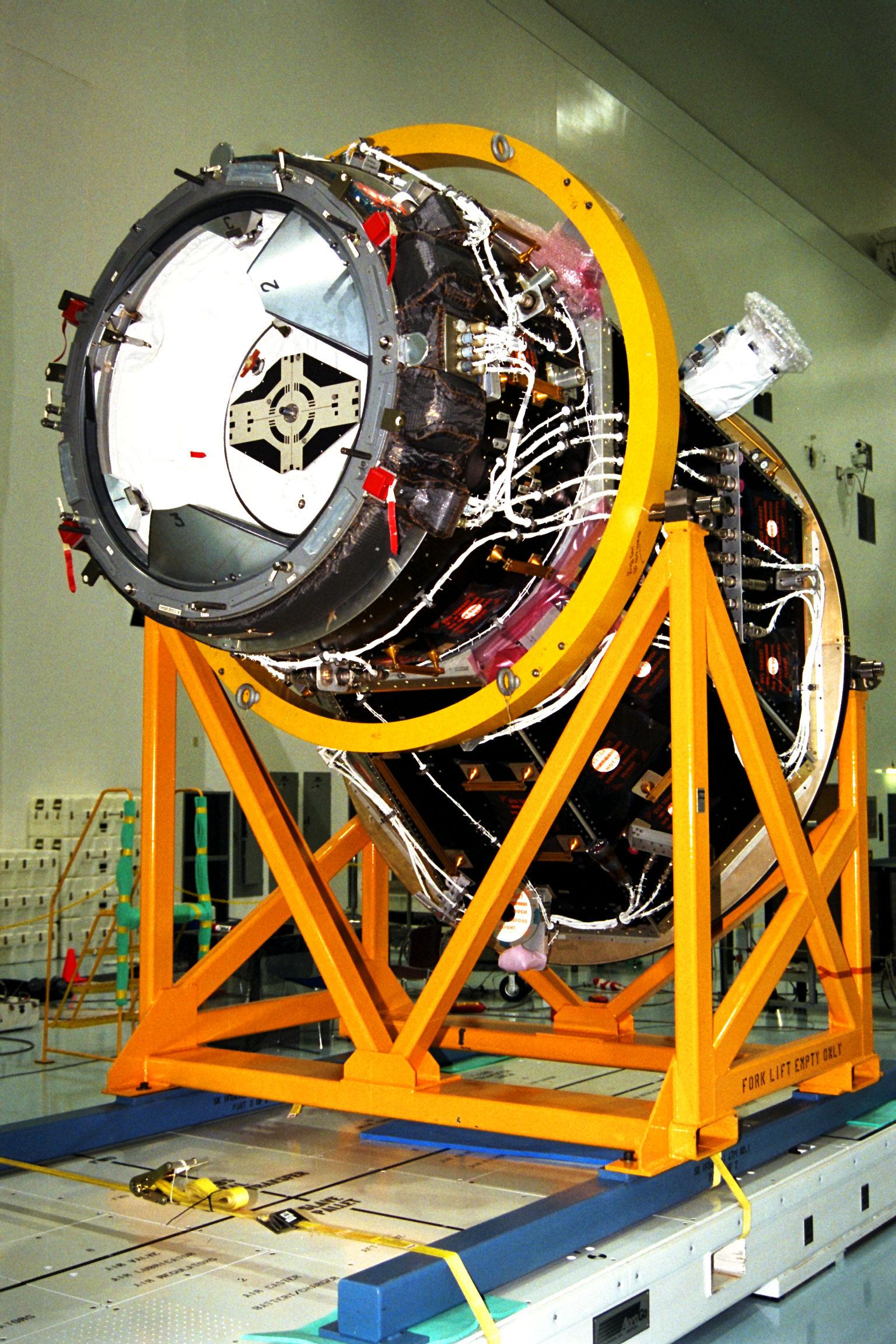
APAS oldal
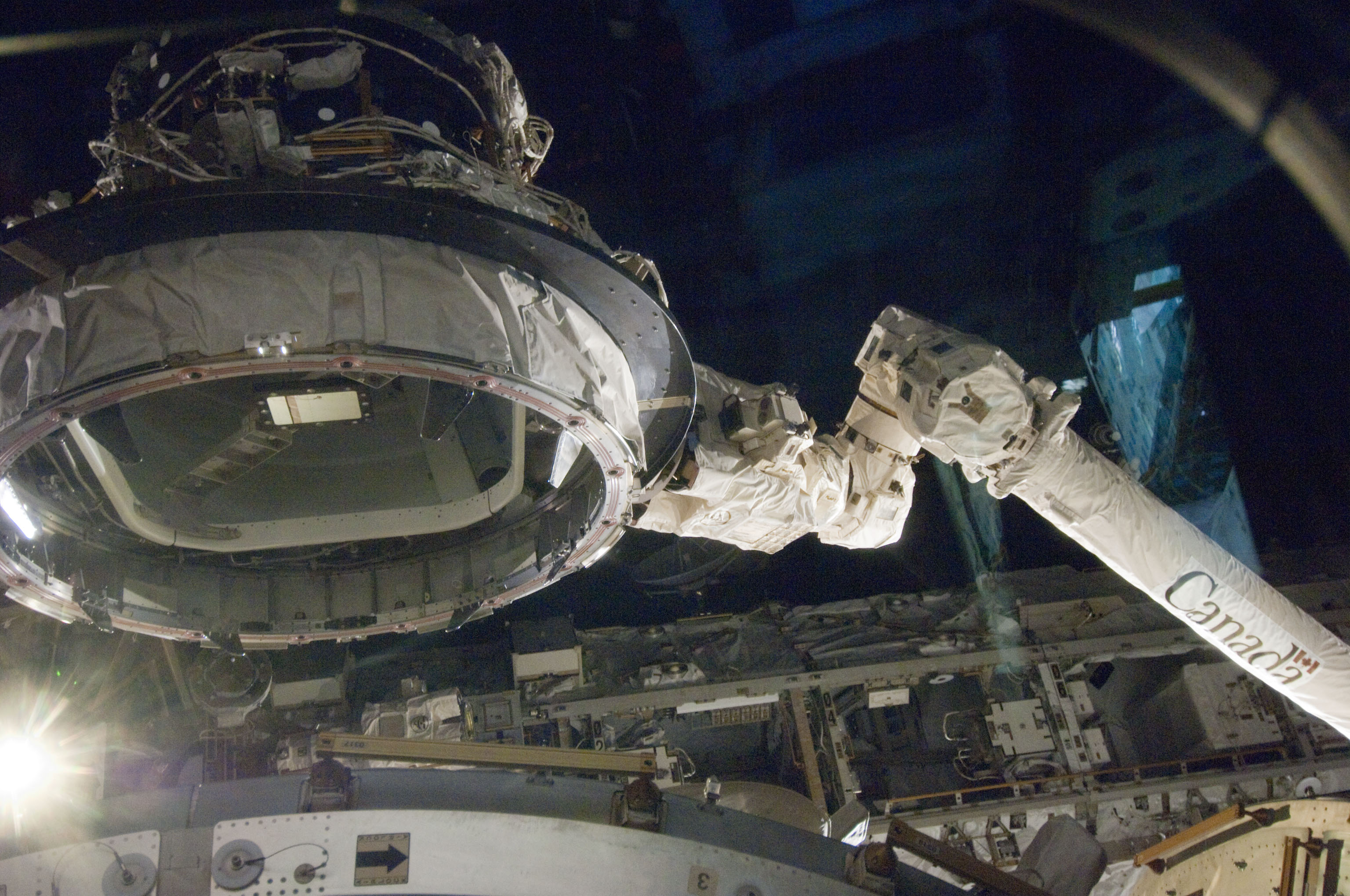
Passzív CBM oldal
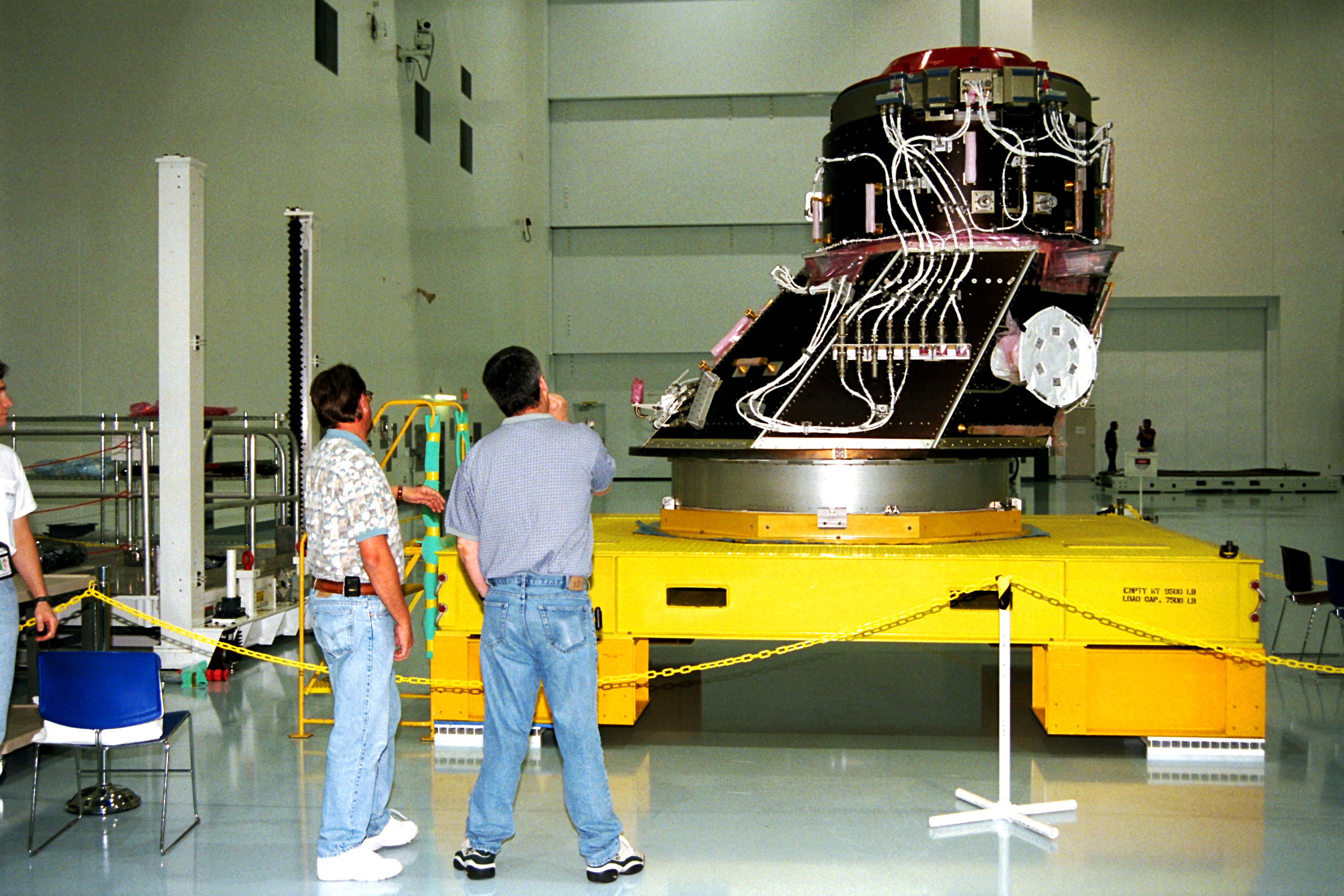
PMA-3 megérkezett az Űrállomás Összeszerelő Létesítményébe
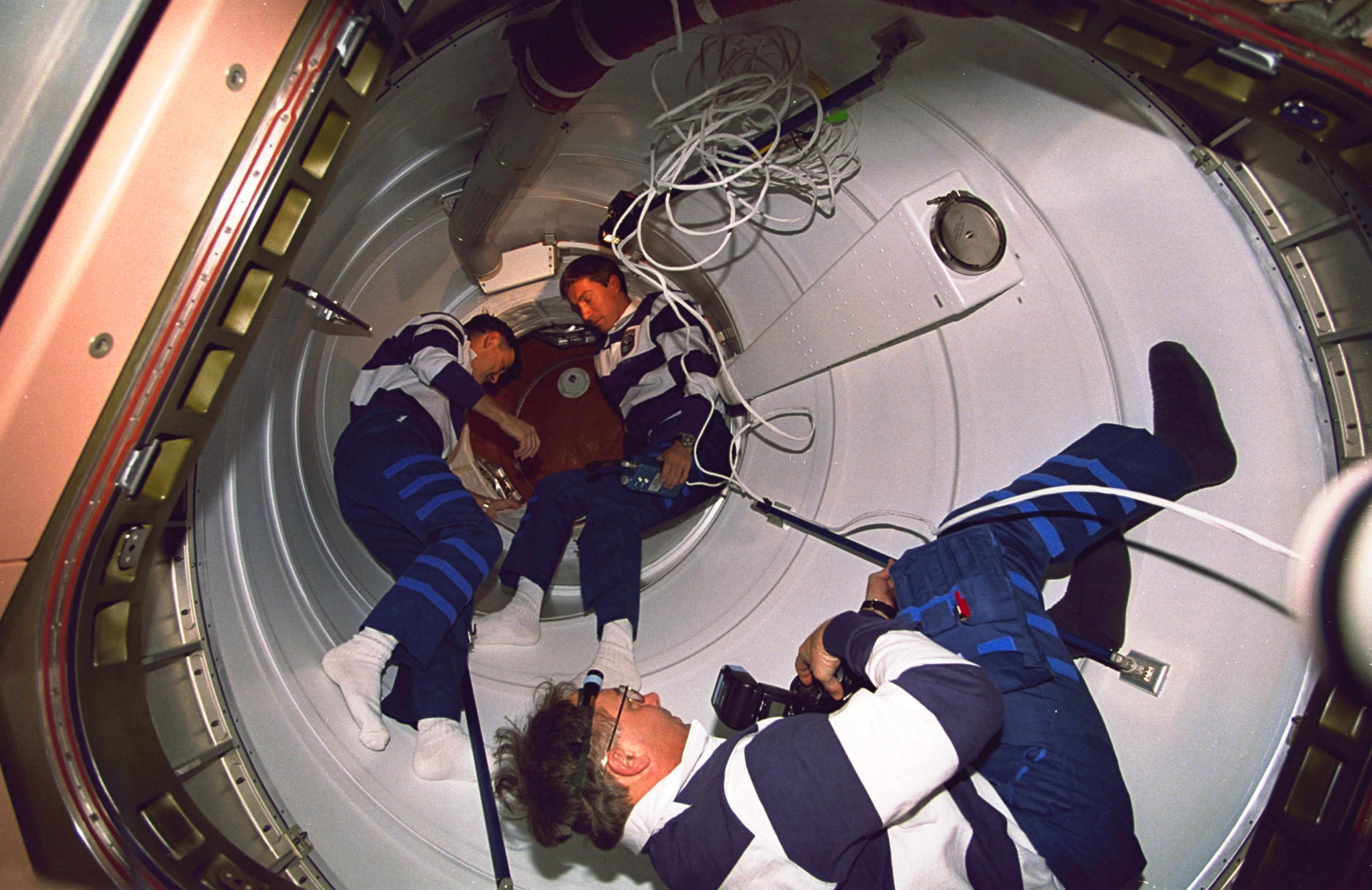
STS-88 űrhajósai az egyik PMA-ban

## Fordítás
Ez a szócikk részben vagy egészben  a   Pressurized Mating Adapter című angol Wikipédia-szócikk fordításán alapul.  Az eredeti cikk szerkesztőit annak laptörténete sorolja fel. Ez a jelzés csupán a megfogalmazás eredetét és a szerzői jogokat jelzi, nem szolgál a cikkben szereplő információk forrásmegjelöléseként.